# Paul C. Jones
Paul Caruthers Jones (* 12. März 1901 in Kennett, Missouri; † 10. Februar 1981 ebenda) war ein US-amerikanischer Politiker. Zwischen 1948 und 1969 vertrat er den Bundesstaat Missouri im US-Repräsentantenhaus.

## Werdegang
Paul Jones besuchte die öffentlichen Schulen seiner Heimat und studierte danach bis 1923 an der University of Missouri in Columbia Journalistik. Gleichzeitig begann er als Mitglied der Demokratischen Partei eine politische Laufbahn. In den Jahren 1931 bis 1933 saß er im Gemeinderat von Kennett; von 1933 bis 1935 amtierte er als Bürgermeister dieses Ortes. Außerdem war er zwischen 1934 und 1946 Vorsitzender des dortigen Bildungsausschusses. In den Jahren 1935 bis 1937 war Jones Abgeordneter im Repräsentantenhaus von Missouri, ehe er von 1937 bis 1944 dem Staatssenat angehörte. Von 1923 bis 1953 war er Mitherausgeber der Zeitung „Dunklin Democrat“. Während des Zweiten Weltkrieges kommandierte er als Oberst der Nationalgarde von Missouri eine von ihm selbst aufgestellte Einheit.
Nach dem Krieg leitete Jones neben seiner journalistischen Tätigkeit zwischen 1945 und 1948 auch den Autobahnausschuss des Staates Missouri. Von 1947 bis 1966, also auch während seiner Zeit als Kongressabgeordneter, war er Geschäftsführer einer Rundfunkanstalt in seinem Heimatort Kennett. Nach dem Tod des Abgeordneten Orville Zimmerman wurde Jones bei der fälligen Nachwahl für den zehnten Sitz von Missouri als dessen Nachfolger in das US-Repräsentantenhaus in Washington, D.C. gewählt, wo er am 2. November 1948 sein neues Mandat antrat. Nach zehn Wiederwahlen konnte er bis zum 3. Januar 1969 im Kongress verbleiben. In diese Zeit fielen unter anderem der Koreakrieg und der Beginn des Vietnamkrieges sowie die Bürgerrechtsbewegung. Außerdem wurden damals der 22., der 23., der 24. und der 25. Verfassungszusatz ratifiziert.
Im Jahr 1968 verzichtete Paul Jones auf eine weitere Kongresskandidatur. Nach seinem Ausscheiden aus dem US-Repräsentantenhaus zog er sich in den Ruhestand zurück. Er starb am 10. Februar 1981 in seinem Geburtsort Kennett, wo er auch beigesetzt wurde.